# Нуадан
Нуада́н (фр. Noidan) — коммуна во Франции, находится в регионе Бургундия. Департамент коммуны — Кот-д’Ор. Входит в состав кантона Преси-су-Тий. Округ коммуны — Монбар.
Код INSEE коммуны — 21457.

## Население
Население коммуны на 2010 год составляло 87 человек.
| 1962 | 1968 | 1975 | 1982 | 1990 | 1999 | 2010 |
| ---- | ---- | ---- | ---- | ---- | ---- | ---- |
| 110  | 111  | 101  | 93   | 71   | 79   | 87   |

## Экономика
В 2010 году среди 45 человек трудоспособного возраста (15—64 лет) 37 были экономически активными, 8 — неактивными (показатель активности — 82,2 %, в 1999 году было 59,5 %). Из 37 активных жителей работали 32 человека (16 мужчин и 16 женщин), безработных было 5 (2 мужчин и 3 женщины). Среди 8 неактивных 5 человек были учениками или студентами, 2 — пенсионерами, 1 был неактивным по другим причинам.